# Bodor Márton
Bodor Márton (Nagykörű, Szolnok vármegye, 1887. november 12. – Ontario, Kalifornia, Amerikai Egyesült Államok, 1972. december 27.) magyar géplakatos, villamosvasúti kalauz, országgyűlési képviselő.

## Élete
1887-ben született Nagykörűn, római katolikus vallású iparos családban. Édesapja Bodor János, édesanyja Galler Alojzia. Szülőfalujában öt elemi iskolai osztályt végzett, majd kitanulta a géplakatos szakmát és hosszabb időn át e mesterségből élt, mint cséplőgépkezelő, mezőgazdasági gépész. 1910-ben a fővárosba került, ahol a Budapest Székesfővárosi Közlekedési Rt. szolgálatába állt, ahol a nyugdíjazásáig közel három évtizeden át dolgozott géplakatosként. 1911. június 3-án Budapesten feleségül vette Pap Ilona Annát.
Az első világháborúban a volt 29. honvéd gyalogezred kötelékében harcolt, de már 1914 októberében megsebesült a szerb harctéren, a Drinánál, és felgyógyulását követően nem is kellett visszatérnie a frontvonalba, attól fogva a háború végéig mint fegyver nélküli segédszolgálatos teljesített szolgálatot. Később részt vett a nyugat-magyarországi felkelésben is, és ott tanúsított magatartásáért bronz kitüntetésben részesült.
Már a háború után bekapcsolódott az országos politikai mozgalmakba, jobboldali életfelfogása mentén. Egyike volt az Ébredő Magyarok Egyesülete (ÉME) megalapítóinak, a szervezet villamos szakcsoportja később örökös díszelnökévé választotta. Már 1922-ben elindult az akkori országgyűlési választáson, fajvédő programmal, de akkor még nem jutott mandátumhoz, csakúgy, mint négy évvel később sem. Utóbb Pálffy Fidél híveihez csatlakozott és az 1939. évi általános választásokon országgyűlési képviselői jelöltséget is vállalt, az Egyesült Nemzeti Szocialista Párt Győr vármegyei listáján. A választást követően először még ekkor sem jutott mandátumhoz, de miután a közigazgatási bíróság megsemmisítette Pálffy mandátumát, ő léphetett a helyére.